# Monte Mor
Monte Mor est une ville brésilienne de l'État de São Paulo. Elle est localisée à une altitude de 560 mètres. Sa population est estimée en 2010 à 48 971 habitants. Elle possède une superficie de 240,8 km². Monte Mor fait partie de Région métropolitaine de Campinas (RMC) de la région administrative de l'État de São Paulo. La distance entre la ville et la capitale est de 122 kilomètres.